# Platyrhina sinensis
Platyrhina sinensis е вид акула от семейство Rhinobatidae. Видът е уязвим и сериозно застрашен от изчезване.

## Разпространение и местообитание
Разпространен е във Виетнам, Китай, Провинции в КНР, Северна Корея, Тайван, Южна Корея и Япония (Бонински острови, Кюшу, Рюкю, Хокайдо, Хоншу и Шикоку).
Обитава крайбрежията и пясъчните и скалисти дъна на морета.

## Описание
На дължина достигат до 68 cm.